# BG Group
Pour les articles homonymes, voir British Gas (homonymie).
BG Group Plc (LSE : BG.) est une entreprise de production et de distribution d'énergie basée à Reading près de Londres, Angleterre.

## Historique
La société est créée en 1997 quand British Gas plc, société privatisée, se sépare de Centrica plc et devient BG plc, qui elle-même est restructurée en 1999 pour devenir BG Group plc. BG Group utilise toujours la dénomination "British Gas" en dehors du Royaume-Uni, mais Centrica en possède les droits au sein du royaume.
En 2000, une nouvelle scission sépare la société en deux groupes :
- Lattice Group plc, avec le contrôle de Transco (société de transport de gaz au Royaume-Uni), d'Advantica (société de conseil et d'ingénierie gazière) ainsi que des sociétés de transport.
- BG Group, pour le contrôle des terrains de gaz et d'autres biens.

En 2002, Lattice fusionne avec National Grid Company pour devenir National Grid Transco, qui est rebaptisée National Grid en 2005.
En décembre 2014, BG Group vend sa filiale australienne QCLNG Pipeline, gérant un pipeline de 543 km construit entre 2011 et 2014, à APA Group pour 5 milliards de dollars.
En avril 2015, Shell annonce le lancement d'une offre d'acquisition sur BG Group pour 47 milliards de livres (soit plus de 60 milliards d'euros), payable en partie en action Shell et en partie en liquidité,. Cette fusion entraînera la suppression d'environ 2 800 postes dans le futur, soit près de 3 % des effectifs.

## Activités
BG Group est spécialisé dans l'exploration et l'extraction du gaz naturel, du gaz naturel liquéfié et dans une moindre mesure du pétrole. Ses gros clients sont des fournisseurs de gaz et des producteurs d'électricité. La société possède aussi quelques pipelines et est impliquée dans des projets d'acheminement d'énergie. Elle travaille dans le monde entier, la zone Royaume-Uni ne représentant qu'une faible partie de ses activités.